# Fines (Espagne)
Pour les articles homonymes, voir Fines.
Fines est une commune de la province d'Almería, Andalousie, en Espagne. Forme latines du nom grec du grand prêtre hébreu Phineas

## Administration
| Période                                  | Période | Identité | Étiquette | Qualité |
| ---------------------------------------- | ------- | -------- | --------- | ------- |
| N/A                                      | N/A     | N/A      | N/A       | Maire   |
| Les données manquantes sont à compléter. |         |          |           |         |